# Колек, Тайлер
Тайлер Колек (англ. Tyler Kolek; род. 27 марта 2001, Камберленд, Род-Айленд) — американский баскетболист, выступающий за клуб НБА «Нью-Йорк Никс». Играет на позиции разыгрывающего защитника.

## Профессиональная карьера

### Нью-Йорк / Уэстчестер Никс (2024–настоящее время)
Колек был выбран под 34-м номером на драфте НБА 2024 года командой «Портленд Трэйл Блэйзерс», однако впоследствии он был продан в «Нью-Йорк Никс» в обмен на драфт-права на Дани Диеса и выборы во втором раунде драфтов в 2027, 2029 и 2030 годах. 5 июля 2024 года он подписал контракт с «Никс».
Колек дебютировал в НБА 22 октября 2024 года в матче против «Бостон Селтикс», проигранном со счётом 132–109, Колек набрал 3 очка. В течение своего сезона новичка он несколько раз переводился в Джи-Лигу в клуб «Уэстчестер Никс».
1 января 2025 года Колек сыграл в 2 матчах за «Никс» и за «Уэстчестер Никс». Колек набрал 36 очков и 11 результативных передач за «Уэстчестер Никс», а всего несколько часов спустя набрал 2 очка и 4 результативные передачи за «Нью-Йорк Никс».

## Статистика

### Статистика в NCAA
| Сезон | Команда       | Conf          | Class         | GP  | GS  | MPG  | FG%  | 3P%  | FT%  | RPG | APG | SPG | BPG | PPG  |
| --- | ------------- | ------------- | ------------- | --- | --- | ---- | ---- | ---- | ---- | --- | --- | --- | --- | ---- |
| 2020/21 | Джордж Мейсон | A-10          | FR            | 22  | 18  | 30,7 | 39,9 | 35,8 | 79,4 | 3,6 | 2,3 | 1,3 | 0,1 | 10,8 |
| 2021/22 | Маркетт       | Big East      | SO            | 32  | 32  | 29,3 | 32,0 | 28,1 | 81,0 | 3,7 | 5,9 | 1,4 | 0,1 | 6,7  |
| 2022/23 | Маркетт       | Big East      | JR            | 36  | 36  | 32,3 | 47,1 | 39,8 | 80,2 | 4,1 | 7,5 | 1,8 | 0,1 | 12,9 |
| 2023/24 | Маркетт       | Big East      | SR            | 31  | 31  | 33,0 | 49,6 | 38,8 | 85,1 | 4,9 | 7,7 | 1,6 | 0,2 | 15,3 |
| Всего | Всего         | Всего         | Всего         | 121 | 117 | 31,4 | 43,6 | 35,5 | 81,9 | 4,1 | 6,2 | 1,5 | 0,1 | 11,5 |
| Джордж Мейсон | Джордж Мейсон | Джордж Мейсон | Джордж Мейсон | 22  | 18  | 30,7 | 39,9 | 35,8 | 79,4 | 3,6 | 2,3 | 1,3 | 0,1 | 10,8 |
| Маркетт | Маркетт       | Маркетт       | Маркетт       | 99  | 99  | 31,5 | 44,4 | 35,4 | 82,2 | 4,2 | 7,0 | 1,6 | 0,1 | 11,7 |
| Наведите курсор мыши на аббревиатуры в заголовке таблицы, чтобы прочесть их расшифровку Статистика приведена с сайта sports-reference.com |               |               |               |     |     |      |      |      |      |     |     |     |     |      |